# 近藤飛鳥
近藤 飛鳥（こんどう　あすか、1983年1月20日 - ）は、日本の防具付き空手選手。

## 来歴
1983年（昭和58年）1月20日生まれ、宮城県歌津町出身。全日本空手道連盟錬武会、宮城県防具付空手道連盟歌津支部所属。
2001年（平成13年）、19歳の時に第40回全国防具付空手道選手権大会において、初出場にして決勝で前年度三位の外薗大志（神奈川）に一本勝ちをし初優勝を飾る。
この大会は前年度までに10制覇をしていた阿部吉文、それに次ぐ戦績を誇る佐藤光信という宮城の強豪選手が不参加のトーナメントであったが、近藤が優勝したことで、宮城県勢の層の厚さを全国に知らしめる結果となった。
その後しばらくは先輩である佐藤光信を相手に勝つことができず、宮城県大会や東北大会においても優勝できずにいたが、第44回全国大会では佐藤を破った鈴木康史（埼玉）を決勝で破り優勝。翌第45回全国大会では同じく佐藤を破って勝ち上がった外薗大志（神奈川）を決勝で破り、二連覇を達成した。
鋭いカウンターの上段逆突きを武器とし、手数の少ない堅実な試合展開が多いが、上足底による回し蹴り、後ろ蹴りなど、得意とする持ち技も多い。
現役選手を続けながら、歌津支部指導員として後進の指導にもあたっているが、歌津を含む南三陸町は2011年（平成23年）3月11日の東日本大震災により甚大な津波被害を受けたため、現在は日々地元の復興にあたっている。
2015年（平成27年）、地元宮城県の気仙沼市総合体育館（ケーウェーブ）にて開催された「東日本大震災復興祈念 全日本防具付空手道選手権大会」一般男子組手の部では、準決勝で早川和揮、決勝で吉田聖をいずれも延長戦に中段突きの技先取り勝ちで破り、優勝した。

## 主な戦績
- 第40回 全国防具付空手道選手権大会 優勝
- 第42回 全国防具付空手道選手権大会 準優勝
- 第44回 全国防具付空手道選手権大会 優勝
- 第45回 全国防具付空手道選手権大会 優勝
- 第46回 全国防具付空手道選手権大会 第三位
- 第47回 全国防具付空手道選手権大会 第三位
- 第49回 全国防具付空手道選手権大会 ベスト8
- 第50回 全国防具付空手道選手権大会 第三位
- 第51回 全国防具付空手道選手権大会 第三位
- 東日本大震災復興祈念 全日本防具付空手道選手権大会 優勝